# Lykele Faber

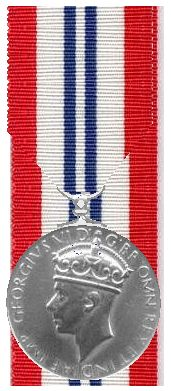
King's Medal for Courage in the Cause of Freedom

Lykele Faber, ook wel geschreven als Lijkele Faber (Koudekerk aan den Rijn, 14 september 1919 - Vernon (Canada), 3 oktober 2009) was een Nederlandse militair tijdens de Tweede Wereldoorlog. Hij nam deel aan de Slag bij Arnhem en hielp om het verzet in Friesland te organiseren. Faber ontving verschillende onderscheidingen, waaronder het Bronzen Kruis (1945), het Kruis van Verdienste (1945) en de Britse King's Medal for Courage in the Cause of Freedom (1947).

## Militaire loopbaan

### Ontsnapping naar Engeland
Faber werkte voor de PTT toen hij in 1943 via de familie van zijn verloofde betrokken raakte bij het verzet. Met een kaart van de Duitse verdedigingswerken in de monding van de Schelde op zak wist Faber via Parijs en Spanje zijn weg naar Londen te vinden.
Na goedkeuring door de Nederlandse en Britse geheime diensten voegde Faber zich bij de Nederlanders die opgeleid werden tot commando voor Operatie Jedburgh, waarbij geheim agenten achter de vijandige linies sabotage- en guerrilla-acties uitvoerden en het plaatselijk verzet organiseerden. Faber kreeg in de Schotse Hooglanden een opleiding tot communicatiespecialist. Hij kreeg tevens training in parachutespringen, eerst vanaf ballons en vervolgens vanuit vliegtuigen. Hij rondde zijn training af in de rang van sergeant.

### Slag om Arnhem
Op 17 september 1944 landde Faber bij Son als radiotelegrafist van Jedburgh-team Daniel II. Hij hanteerde de schuilnaam Lodewijck Fokker tijdens de missie. Fabers taak was om het radiocontact voor de Amerikaanse 101e Luchtlandingsdivisie te verzorgen tijdens de Slag om Arnhem. De zendapparatuur ging echter verloren bij de landing. Faber keerde na de Slag om Arnhem via Brussel terug naar Londen.

### Missie in Friesland
In november 1944 werd hij samen met Peter Tazelaar afgeworpen bij Haskerhorne in Friesland, als agent voor het Bureau Bijzondere Opdrachten (BBO). Hun missie, codenaam Necking, was om het radiocontact met Londen te onderhouden, het Friese verzet te organiseren en te helpen met het opzetten van locaties waar voorzieningen, wapens en ammunitie per parachute konden worden afgeworpen. Ze installeerden zich met zendapparatuur in een jacht in de rietkragen van de meren Lytse Wiid en Nannewiid.
In maart 1945 werden Faber en Tazelaar betrapt door de Duitsers. Hun boot zonk hierbij. Het tweetal wist te ontkomen en bleef tot het einde van de oorlog in Friesland, enige tijd gesteund door de Britse radiotelegrafist Alfred C. Springate. Ze werden op 21 april bevrijd door Canadese troepen.

### Na de oorlog
Na de Tweede Wereldoorlog kreeg Faber de tijdelijke rang van reserve-eerste luitenant voor algemene dienst.
Faber emigreerde naar Canada, waar hij zich vestigde in Vernon, ten oosten van Vancouver in Brits-Columbia. Daar overleed hij op 90-jarige leeftijd in 2009.